# Cratere Khusrau
Khusrau è un cratere sulla superficie di Encelado.